# Investeringsbank
En investeringsbank er en bank som primært beskæftiger sig med investering, dvs. værdipapirhandel og finansiel rådgivning mm. Investeringsbanker betjener typisk større virksomheder og institutionelle investorer, blandt andet med finansiel rådgivning samt udstedelse og salg af værdipapirer.
Investeringsbanker beskæftiger sig også med obligationer, aktier og derivater, og tilbyder kurtage og distributionsfaciliteter. 